# Pleurosicya annandalei
Pleurosicya annandalei is een straalvinnige vissensoort uit de familie van grondels (Gobiidae). De wetenschappelijke naam van de soort is voor het eerst geldig gepubliceerd in 1922 door Hornell & Fowler.